# Ursina Haller
 Ursina Haller (Zernez, 29 december 1985) is een Zwitserse snowboardster die is gespecialiseerd in de halfpipe. Ze nam tweemaal deel aan de Olympische Winterspelen maar behaalde hierbij geen medaille.

## Carrière
Haller maakte haar wereldbekerdebuut in januari 2004 tijdens de halfpipe in Kreischberg. Op 14 maart 2010 eindigde ze tweede op de wereldbekerwedstrijd halfpipe in het Italiaanse Valmalenco, meteen haar eerste podiumplaats in een wereldbekermanche. Haller won nog geen wereldbekerwedstrijden.
In Arosa nam Haller deel aan de wereldkampioenschappen snowboarden 2007. Op dit toernooi eindigde ze 27e op de halfpipe. In Gangwon nam Haller opnieuw deel aan de wereldkampioenschappen snowboarden 2009, dit keer eindigde Haller 17e. In La Molina behaalde Haller een zilveren medaille op de halfpipe op de wereldkampioenschappen snowboarden 2011. 
Tijdens de Olympische Winterspelen van 2010 in Vancouver eindigde Haller als negende op de halfpipe. Vier jaar later eindigde ze tijdens de Olympische Winterspelen in Sotsji als twaalfde, en laatste, in de finale.

## Resultaten

### Olympische Winterspelen
| Jaar | Plaats    | Resultaten   |
| ---- | --------- | ------------ |
| 2010 | Vancouver | 9e Halfpipe  |
| 2014 | Sotsji    | 12e Halfpipe |

### Wereldkampioenschappen
| FIS  | FIS                    | FIS          |
| Jaar | Plaats                 | Resultaten   |
| ---- | ---------------------- | ------------ |
| 2007 | Arosa                  | 27e Halfpipe |
| 2009 | Gangwon                | 17e Halfpipe |
| 2011 | La Molina              | Halfpipe     |
| 2013 | Stoneham-et-Tewkesbury | 27e Halfpipe |

| WSF  | WSF    | WSF         |
| Jaar | Plaats | Resultaten  |
| ---- | ------ | ----------- |
| 2012 | Oslo   | 7e Halfpipe |

### Wereldbeker
Eindklasseringen
| Seizoen   | Algm | HP  |
| --------- | ---- | --- |
| 2003/2004 | -    | 51e |
| 2004/2005 | -    | 44e |
| 2005/2006 | 186e | 67e |
| 2006/2007 | 44e  | 10e |
| 2007/2008 | 37e  | 10e |
| 2008/2009 | 53e  | 18e |
| 2009/2010 | 39e  | 11e |
| 2011/2012 | 16e  | 11e |
| 2011/2012 | 7e   | 7e  |